# Roselyne Bosch
Roselyne Bosch, eller Rose Bosch, född 1961, är en fransk journalist, manusförfattare och filmregissör.
Bosch var från och med 1982 frilanserande journalist vid tidningen Le Point och senare blev hon fast anställd. Dessutom skrev hon manus för TV-serien Hôtel de police och för olika biograffilmer som 1492 – den stora upptäckten (1992), En plein cœur (1998) och Bimboland (1998). För filmen Animal (2005) och andra verk var hon regissör.
Olika ofullbordade projekt hade hon tillsammans med Sydney Pollack, Paul Verhoeven, Costa-Gavras och Oliver Stone.